# L'économie est une science morale
 (novembre 2006).
 (mai 2011).
Si vous disposez d'ouvrages ou d'articles de référence ou si vous connaissez des sites web de qualité traitant du thème abordé ici, merci de compléter l'article en donnant les références utiles à sa vérifiabilité et en les liant à la section « Notes et références ».
L'économie est une science morale est un essai du Prix Nobel d'économie 1998 Amartya Sen paru en français en 1999. Il rassemble deux textes de l'auteur, La Liberté individuelle : une responsabilité sociale et Responsabilité sociale et démocratie.

## Thèse de l’auteur

### Liberté, économie et éthique: la liberté individuelle prise comme responsabilité sociale

#### Liberté positive et liberté négative
Dans son analyse sur l’éthique sociale, il insiste particulièrement sur une conceptualisation, celle de « liberté positive » et de « liberté négative ». Amartya en reprenant les intuitions d’Isaiah Berlin conçoit deux types de libertés. La liberté en termes « positifs » représente, toutes choses étant égales par ailleurs ce qu’une personne est capable ou incapable d’accomplir. Par contre la liberté « négative » insiste plus sur l’absence de coercition pesant sur l’individu, elle considère la liberté individuelle en termes absolus. Ainsi ces deux facettes conceptuelles de la liberté doivent être prises en compte, la prise en compte de l’une sans l’autre s’avérerait erronée et incomplète. Amartya Sen illustre ainsi l’importance de sa démarche en prenant l’exemple des famines en Inde, où il démontre que contrairement à ce que l’on pourrait penser la persistance des famines dans le monde n’est pas tant due à l’absence et au stock alimentaire des pays en question qu’au manque de liberté à la fois positive et négative (liberté de presse, de paroles, d’information).

#### La refonte nécessaire du modèle utilitariste
Sen souligne également le fait que des critères autres que la liberté peuvent être pris en compte dans l’optique d’une évaluation sociale, il s’agit du critère utilitaire. L’approche utilitariste considère la liberté comme très secondaire, ce qui compte en premier chef ce sont les résultats accomplis. Amartya Sen s’oppose fermement à cette approche sous prétexte que celle-ci entre en contradiction avec les libertés individuelles. Sen démontre qu’en prenant la liberté individuelle en tant que responsabilité sociale les analyses utilitaristes s’effondreraient, il prend deux exemples à travers lesquels l’utilitarisme vient directement se heurter et entrer en contradiction avec les libertés individuelles : il s’agit de la situation féminine en Inde et de l’analphabétisme : dans les deux cas la majorité des concernés est largement pour le statu quo, toutefois ce statu quo utilitariste (puisqu’il satisfait le plus grand nombre d’individus) est inacceptable car il réduit les marges de libertés des concernés. En se servant de cette analyse, Sen propose une nouvelle analyse en termes de « capabilités », transcendant l’utilité et faisant la synthèse avec les libertés positives, négatives et l’analyse rawlsienne.

### La règle et le choix: Efficacité économique contre équité sociale

#### Responsabilité sociale et équilibre financier: un équilibre difficile et évolutif
Toute la deuxième partie de l’opus de Sen est consacrée à un problème, celui de l’arbitrage politique entre d’une part « l’impératif d’équité » et le « conservatisme financier », c'est-à-dire pour résumer entre les dépenses sociales et la modération budgétaire. Un point assez intéressant dans l’analyse de Sen c’est la synthèse en quelque sorte qu’il réalise entre socialisme et capitalisme. En effet, Sen les perçoit comme la logique binaire d’un processus plutôt que de les percevoir comme des avatars idéologiques. Selon lui, le développement irrésistible du capitalisme a contribué à étendre le champ des interactions, bien que le paradoxe soit à la base un phénomène individualiste il a contribué à créer du lien, le développement du capitalisme a ainsi irrémédiablement conduit à un une extension du domaine de la portée de la responsabilité sociale. Responsabilité sociale qui se trouve invariablement confrontée à la question du conservatisme financier. Bien qu’étant partisan d’une plus grande prise en compte par l’État des responsabilités sociales, il reconnaît les effets négatifs et destructeurs d’une « trop grande largesse » et les dangers inhérents au manque de prudence et au dérapage.

#### La théorie du choix social à la rescousse des dilemmes sociétaux
Confronté à ce paradigme mais également à ces versions radicalisées, l’arbitrage est très complexe à effectuer et celui-ci n’est pas sans entraîner un certain nombre de conflits entre les différents tenants. Afin d’éviter ces mêmes conflits, Amartya Sen préconise une approche en termes de « choix social ». Des théoriciens de l’école des « choix publics », tel James M. Buchanan ont ainsi insisté sur l’importance des politiques consensuelles, de la discussion publique et des débats et du gouvernement par la discussion permettant ainsi de résoudre le paradoxe de Condorcet.

## Critique de l’ouvrage
L’intérêt premier de cet ouvrage est l’apport éthique, il résume ses réflexions sur le lien entre la justice sociale et la démocratie, sur les conditions qu'une société doit remplir pour que les besoins de ses membres les plus marginalisés puissent être pris en compte. Mais l’un des défauts assez important vient de la composition et de la structure de l’ouvrage, celui-ci est un recueil d’articles mis bout à bout ce qui donne à la fin, un opus décousu. Sur le fond, certes, Sen incorpore la dimension éthique, l’économie ne devant pas être le but tautologique de toute société, mais devant servir à rendre une société plus juste et plus humaine. Toutefois, malgré des réflexions d’une rare pertinence (analyse sur les famines, les libertés, le rôle intégrateur du capitalisme), Amartya Sen reste assez flou et descriptif sur un certain nombre de points notamment sur la notion de « capabilités », et fondamentalement, il ne nous apprend rien de bien nouveau, la moitié de l’opus est en effet consacré au fait que l’arbitrage dépenses sociales / restriction budgétaire reste un déterminant majeur de nos économies, ce qui par exemple en France, est pris en compte depuis une trentaine d'années. Les solutions que Sen apporte à ce dilemme sont également très floues et évasives, il prône le consensus, la discussion, en se référant à la théorie des choix publics, au succès de « la thérapie consensuelle » appliquée en Israël, dès lors tout semble facile et il accumule quelques généralités notamment sur les événements de 1995 en France et sur la politique monétaire européenne, alors qu’il ne prend pas en compte certains facteurs culturels et historiques.